# Gérard Lattier
Pour les articles homonymes, voir Lattier.
Gérard Lattier est un peintre et écrivain français.

## Biographie
Né en 1937 à Nîmes, Gérard Lattier devient tôt orphelin de père. Il se refuse à participer à la guerre d'Algérie. 
Devenu dessinateur professionnel à la mairie de Nîmes, il commence en parallèle une activité artistique, et peint des « êtres fantastiques, délirants, monstrueux ». Proche de Pierre Molinier et Clovis Trouille, il donne surtout dans le bestiaire.
Il a aussi écrit plusieurs ouvrages de commentaire de sa propre œuvre. En 2010, il livre L'Évangile selon saint Lattier, où il propose une réécriture des Saintes Écritures.

## Ouvrages
- La Bête : une histoire de la bête du Gévaudan, Lavilledieu, Candide, 1996 (BNF 36165661).
- Avec Clovis Trouille, Correspondances, Arles, Acte Sud, 2004  (ISBN 2-7427-4934-9).
- L'Évangile selon saint Lattier (photogr. Jacques Poujoulat), Lagorce, L'Ilbie, 2010  (ISBN 978-2-9509918-7-4).
- La Petite Sorcière, Saint-Junien, Apeiron, 2018  (ISBN 978-2-919440-63-4).